# Australien i olympiska sommarspelen 1960
Australien deltog med 189 deltagare vid de olympiska sommarspelen 1960 i Rom. Totalt vann de åtta guldmedaljer, åtta silvermedaljer och sex bronsmedaljer.

## Medaljer

### Guld
- Herb Elliott - Friidrott, 1 500 meter.
- Lawrence Morgan - Ridsport, fälttävlan.
- Lawrence Morgan, Neale Lavis, Bill Roycroft och Brian Crago - Ridsport, fälttävlan.
- John Devitt - Simning, 100 m frisim.
- Murray Rose - Simning, 400 m frisim.
- John Konrads - Simning, 1500 m frisim.
- David Theile - Simning, 100 m ryggsim.
- Dawn Fraser - Simning, 100 m frisim .

### Silver
- Noel Freeman - Friidrott, 20 kilometer gång.
- Brenda Jones - Friidrott, 800 meter.
- Neale Lavis - Ridsport, fälttävlan.
- Murray Rose - Simning, 1500 m frisim.
- Neville Hayes - Simning, 200 m fjäril.
- David Theile, Terry Gathercole, Neville Hayes och Geoff Shipton - Simning, 4 x 100 m medley.
- Dawn Fraser, Ilsa Konrads, Lorraine Crapp och Alva Colquhuon - Simning, 4 x 100 m frisim.
- Marilyn Wilson, Rosemary Lassig, Jan Andrew och Dawn Fraser - Simning, 4 x 100 m medley.

### Brons
- Oliver Taylor - Boxning, bantamvikt.
- Anthony Madigan - Boxning, lätt tungvikt.
- David Power - Friidrott, 10 000 meter.
- John Konrads - Simning, 400 m frisim.
- Jan Andrew - Simning, 100 m fjäril.
- David Dickson, John Devitt, Murray Rose och John Konrads - Simning, 4 x 200 m frisim.